# ストラディバリウス・サミットコンサート
ストラディバリウス・サミットコンサートは、ストラディバリウスだけを使う弦楽器アンサンブルコンサート。ベルリン・フィルハーモニー管弦楽団の楽団員を中心とする。第1回は、1993年に行われた。

## 公演記録
- 1993年4月 ストラディバリウス8台(バイオリン4・ビオラ2・チェロ2)
- 1996年7月 ストラディバリウス10台(バイオリン6・ビオラ2・チェロ2)
- 1998年6月 ストラディバリウス11台(バイオリン7・ビオラ2・チェロ2)
- 2001年11月 ストラディバリウス11台(バイオリン7・ビオラ2・チェロ2)
- 2003年10月 ストラディバリウス11台(バイオリン7・ビオラ2・チェロ2)
- 2005年10月 ストラディバリウス11台(バイオリン7・ビオラ2・チェロ2)
- 2007年5月 ストラディバリウス11台(バイオリン7・ビオラ2・チェロ2)
- 2009年5月　ストラディバリウス11台(バイオリン7・ビオラ2・チェロ2)
- 2011年5月　ストラディバリウス11台(バイオリン7・ビオラ2・チェロ2)